# Projekt 671RT
Projekt 671RT (v kódu NATO třída Victor II) byla třída ponorek Sovětského námořnictva s jaderným pohonem. Jejich hlavním úkolem bylo ničení nepřátelských ponorek, zejména těch raketonosných. Všech sedm ponorek již bylo vyřazeno ze služby.

## Stavba

Ilustrace ponorky třídy Victor II

Sovětské loděnice v Leningradu a Gorkém dodaly v letech 1972–1978 celkem sedm ponorek třídy Victor II. Ze služby byly vyřazeny do roku 1996.

## Konstrukce
Proti předcházející třídě měly ponorky Projektu 671RT větší výtlak, delší trup a odlišnou výhroj. Jejich kapkovitý trup byl tvarován pro podhladinovou plavbu vysokou rychlostí. Byl také pokryt pryžovými deskami znesnadňujícími detekci ponorky sonarem. Největší hloubka ponoru dosahovala 400 metrů. Výzbroj tvořily čtyři 533mm torpédomety, ze kterých byla odpalována torpéda a protiponorkové / protilodní střely RPK-2 Viyuga (v kódu NATO SS-N-15 Starfish). Další dva 650mm torpédomety sloužily pro vypouštění těžkých torpéd a střel RPK-7 Veter (v kódu NATO SS-N-16 Stallion). Pohonný systém tvořily dva tlakovodní jaderné reaktory VM-4T a dvě parní turbíny OK-300, roztáčející jeden pětilistý hlavní lodní šroub. Pro pomalou plavbu sloužily další dva dvoulisté šrouby. Nejvyšší rychlost byla 18 uzlů na hladině a 30 uzlů pod hladinou.